# 이은영 (1976년)
이은영(1976년 5월 10일 ~ )은 대한민국의 배우이다.